# Bahrains Grand Prix 2023
Bahrains Grand Prix 2023, officiellt Formula 1 Gulf Air Bahrain Grand Prix 2023, var ett Formel 1-lopp som kördes den 5 mars 2023 på Bahrain International Circuit i Bahrain. Det var det första loppet ingående i Formel 1-säsongen 2023 och kördes över 57 varv.

## Bakgrund
De officiella försäsongstesterna för Formel 1 säsongen 2023 ägde också de rum på Bahrain International Circuit 23–25 februari 2023.

### Däck
Pirelli tillhandahöll däcktyperna C1, C2 och C3, (betecknade hårda, medelhårda respektive mjuka). 

## Träning
Det första och andra träningspasset kördes på fredagen den 3 mars kl. 12:00 respektive 15:00 svensk tid. Det tredje träningspasset kördes på lördagen den 4 mars kl. 12:30 svensk tid.

## Kvalet
Red Bulls Max Verstappen tog pole position följt av stallkamraten Sergio Pérez på andra plats medan Ferraris Charles Leclerc knep tredje plats.
Anmärkningsvärt resultat i kvalet var att Aston Martins båda bilar, som kördes av Fernando Alonso respektive Lance Stroll, tog sig vidare till den tredje kvalrundan. Nico Hülkenberg som återvänt till Formel 1 för Haas lyckades också kvala vidare till den tredje kvalrundan.
| Pos.                    | Nr. | Förare           | Konstruktör           | Kvaltider | Kvaltider | Kvaltider | Start- grid |
| Pos.                    | Nr. | Förare           | Konstruktör           | Q1        | Q2        | Q3        | Start- grid |
| ----------------------- | --- | ---------------- | --------------------- | --------- | --------- | --------- | ----------- |
| 1                       | 1   | Max Verstappen   | Red Bull-RBPT         | 1:31,295  | 1:30,503  | 1:29,708  | 1           |
| 2                       | 11  | Sergio Pérez     | Red Bull-RBPT         | 1:31,479  | 1:30,746  | 1:29,846  | 2           |
| 3                       | 16  | Charles Leclerc  | Ferrari               | 1:31,094  | 1:30,282  | 1:30,000  | 3           |
| 4                       | 55  | Carlos Sainz Jr. | Ferrari               | 1:30,993  | 1:30,515  | 1:30,154  | 4           |
| 5                       | 14  | Fernando Alonso  | Aston Martin-Mercedes | 1:31,158  | 1:30,645  | 1:30,336  | 5           |
| 6                       | 63  | George Russell   | Mercedes              | 1:31,057  | 1:30,507  | 1:30,340  | 6           |
| 7                       | 44  | Lewis Hamilton   | Mercedes              | 1:31,543  | 1:30,513  | 1:30,384  | 7           |
| 8                       | 18  | Lance Stroll     | Aston Martin-Mercedes | 1:31,184  | 1:31,127  | 1:30,836  | 8           |
| 9                       | 31  | Esteban Ocon     | Alpine-Renault        | 1:31,508  | 1:30,914  | 1:30,984  | 9           |
| 10                      | 27  | Nico Hülkenberg  | Haas-Ferrari          | 1:31,204  | 1:30,809  | Ingen tid | 10          |
| 11                      | 4   | Lando Norris     | McLaren-Mercedes      | 1:31,6521 | 1:31,381  | N/A       | 11          |
| 12                      | 77  | Valtteri Bottas  | Alfa Romeo-Ferrari    | 1:31,504  | 1:31,443  | N/A       | 12          |
| 13                      | 24  | Zhou Guanyu      | Alfa Romeo-Ferrari    | 1:31,615  | 1:31,473  | N/A       | 13          |
| 14                      | 22  | Yuki Tsunoda     | Alpha Tauri-RBPT      | 1:31,400  | 1:32,510  | N/A       | 14          |
| 15                      | 23  | Alexander Albon  | Williams-Mercedes     | 1:31,461  | Ingen tid | N/A       | 15          |
| 16                      | 2   | Logan Sargeant   | Williams-Mercedes     | 1:31,6521 | N/A       | N/A       | 16          |
| 17                      | 20  | Kevin Magnussen  | Haas-Ferrari          | 1:31,892  | N/A       | N/A       | 17          |
| 18                      | 81  | Oscar Piastri    | McLaren-Mercedes      | 1:32,101  | N/A       | N/A       | 18          |
| 19                      | 21  | Nyck de Vries    | Alpha Tauri-RBPT      | 1:32,121  | N/A       | N/A       | 19          |
| 20                      | 10  | Pierre Gasly     | Alpine-Renault        | 1:32,181  | N/A       | N/A       | 20          |
| 107 %-gränsen: 1:37.362 |     |                  |                       |           |           |           |             |
| Källor:                 |     |                  |                       |           |           |           |             |